# 132. pr. Kr.
◄ | 3. stoljeće pr. Kr. | 2. stoljeće pr. Kr. | 1. stoljeće pr. Kr. | ►
◄ | 160-ih pr. Kr. | 150-ih pr. Kr. | 140-ih pr. Kr. | 130-ih pr. Kr. | 120-ih pr. Kr. | 110-ih pr. Kr. | 100-ih pr. Kr. | ►
◄◄ | ◄ | 135. pr. Kr. | 134. pr. Kr. | 133. pr. Kr. | 132 pr. Kr. | 131. pr. Kr. | 130. pr. Kr. | 129. pr. Kr. | ► | ►►
Astronomija

## Smrti
- Mitridat I., vladar Partskog Carstva (* 195. pr. Kr.)
- Tiberije Grakho, poznati rimski reformator (* 163. pr. Kr.)

## Vanjske poveznice
|  | Zajednički poslužitelj ima još gradiva o temi 132. pr. Kr. |